# شارل مسیه
شارل مسیه (به فرانسوی: Charles Messier) ‏ (۲۶ ژوئن ۱۷۳۰- ۱۲ آوریل ۱۸۱۷) ستاره‌شناس فرانسوی بود. شهرت او بخاطر فهرست کردن ۱۰۳ جرم آسمانی است که بنام خود او اجرام مسیه نامیده می‌شوند. گودالی در کره ماه به افتخار او نام‌گذاری شده‌است.
او در سال ۱۷۵۸ هنگامی که متصدی رصدخانه نیروی دریایی در پاریس بود، دنباله‌دار هالی را رصد کرد و گزارش رصد خود را به مرکز رصد دنباله‌دارها در پاریس ارسال کرد. یک رصدگر آلمانی یک‌ماه پیش از مسیه دنباله‌دار هالی را در شب کریسمس همان سال رصد کرده بود، اما گزارش رصد خود را به مرکز دنباله‌دارها در پاریس ارسال نکرده بود.
مسیه که با هدف کشف دنباله‌دارها در رصدخانه نیروی دریایی رصد می‌کرد در تاریخ ۲۸ اوت ۱۷۵۸ به‌طور کاملاً اتفاقی متوجه جرمی در آسمان شد که تصور کرد یک دنباله‌دار است، اما این جرم مه‌آلود اصلاً حرکت نداشت. این جرم سحابی خرچنگ در نزدیکی ستاره زتا-ثور بود که به عنوان اولین جرم مسیه با عنوان M۱ ثبت شد، با قدر مجموع ۸. مسیه برای این‌که چنین اجرام غیر ستاره‌ای را با دنباله‌دارها اشتباه نگیرد، شروع به یافتن و فهرست کردن اجرام غیرستاره‌ای کرد.
مسیه در سال ۱۷۶۵ فهرستی از ۴۱ جرم غیرستاره‌ای را منتشر کرد که از این تعداد ۱۷ یا ۱۸ تای آن را خودش کشف کرده بود و بقیه را ستاره‌شناسانی دیگر کشف کرده بودند. در مارس ۱۷۶۵ دو سحابی M ۴۲ و M ۴۳ در شکارچی، خوشه کندوی عسل M ۴۴ در سرطان و خوشه پروین M ۴۵ در گاو با ثبت مسیه به عنوان جرم غیرستاره‌ای تعداد اجرام غیرستاره‌ای به عدد ۴۵ رسید. در ۱۷۷۴ این فهرست با تأیید فرهنگستان علوم فرانسه در پاریس منتشر شد.
تا سال ۱۷۸۳ مسیه با همکاری پیر مشن فرانسوی و همراهانش بارناباس اوریانی ایتالیایی و نیکلاوس لاسیا ۵۵ جرم غیرستاره‌ای دیگر را ثبت کردند. صدمین جرم فهرست مسیه یک ماه پیش از آنکه ویلیام هرشل سیاره اورانوس را کشف کند، ثبت شد. پیر مشین همکار مسیه در طول سال‌های ۱۷۸۳ تا ۱۷۸۴، سه جرم دیگر را به فهرست مسیه اضافه کرد. در حدود ۱۴۰ سال بعد ستاره‌شناس فرانسوی فلاماریون یک کپی از کاتالوگ ۱۰۳ جرم غیرستاره‌ای مسیه را به‌دست آورد و با رصد ۱۰۴ M (کهکشان کلاه مکزیکی) در سنبله، تعداد اجرام مسیه را به عدد ۱۰۴ رساند. در ۱۹۴۷ هلن سایرهوگ ستاره‌شناس کانادایی ۱۰۵ M 106 M و ۱۰۷ M را رصد کرد. این اجرام را پیش از آن پیر مشین رصد کرده بود اما برای او غیرستاره‌ای بودن این اجرام نامعلوم بود، برای همین آن‌ها را در فهرست مسیه ثبت نکرده بود.

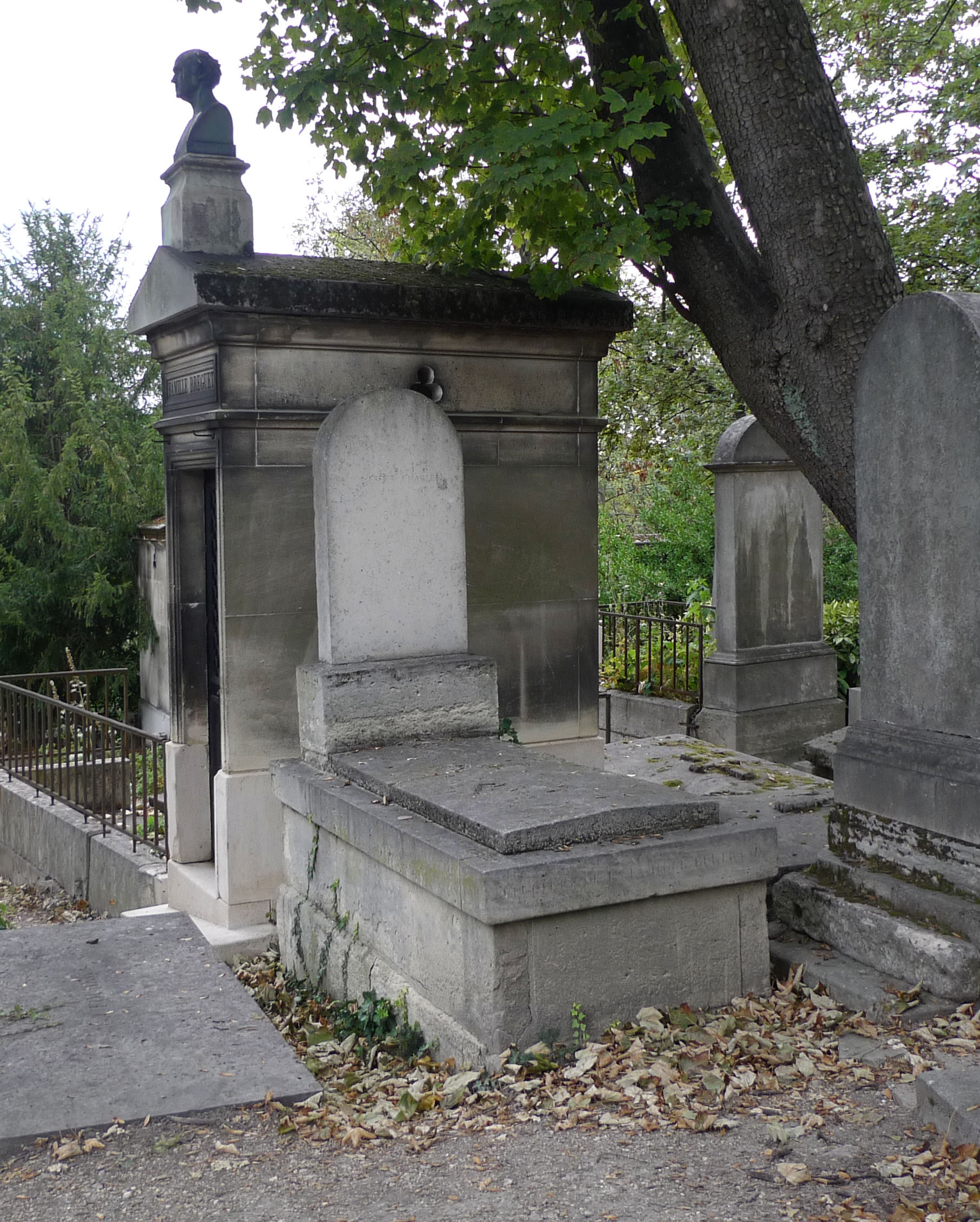
آرامگاه شارل مسیه

و اما ۱۰۸ M و ۱۰۹ M را چند سال بعد گینگریچ استاد تاریخ نجوم دانشگاه هاروارد رصد کرد و آخرین جرم فهرست مسیه را هم کنت جونز در ۱۹۶۶ به فهرست اضافه کرد که این جرم ۱۱۰ M، ماه کوچک‌تر کهکشان آندرومدا (M۳۱) است.

## جستارهای ویژه
- ماراتون مسیه
- فهرست اجرام مسیه
- اجرام مسیه
- سحابی دمبل
- کهکشان گرداب
- کهکشان زن برزنجیر